# Paplinek
Paplinek – wieś w Polsce położona w województwie łódzkim, w powiecie skierniewickim, w gminie Kowiesy.
Miejscowość leży około 2 km na północ od drogi szybkiego ruchu E67 (tzw. Gierkówki, od września 2012 droga ekspresowa S8), wśród pól uprawnych i sadów. W okolicy brak jest większych lasów.
Dojazd do sąsiednich wsi możliwy jest drogami twardymi oraz gruntowymi (na odcinku od trasy S8 o nawierzchni bitumicznej).
Paplinek zamieszkują około 42 osoby; domy stoją w zabudowie rozproszonej.
Kościół parafialny osady znajduje się w Chojnacie.
W latach 1975–1998 miejscowość administracyjnie należała do województwa skierniewickiego.